# Clemencia
Clemencia là một khu tự quản thuộc tỉnh Bolívar, Colombia. Thủ phủ của khu tự quản Clemencia đóng tại Clemencia Khu tự quản Clemencia có diện tích 235 ki lô mét vuông. Đến thời điểm ngày 28 tháng 5 năm 2005, khu tự quản Clemencia có dân số người.